# Dânia Neto
Dânia de Carvalho Neto (Loulé, 23 de marzo de 1983) es una actriz y modelo portuguesa. Posó para revistas famosas como Playboy y GQ, y ha aparecido en varias campañas publicitarias en la televisión portuguesa. Ganó popularidad con sus trabajos televisivos, después de haber participado en varias telenovelas, series y películas. En 2019 se destacó en la serie televisiva Golpe de Sorte en los papeles de Silvia / Miriam.

## Filmografía

### Televisión
- 2004-2005: Maré Alta (como Pasajera)
- 2005-2006: Morangos com Açúcar (como Maria Vicente)
- 2006: Mundo Meu (como Laura Antunes)
- 2005-2006: Camilo Em Sarilhos (como Mónica / Valerinha)
- 2006-2007: Tempo de Viver (como Daniela Monteiro e Castro)
- 2007: Floribella (como Nádia)
- 2008: Olhos nos Olhos (como Amante de Vítor)
- 2008: Casos da Vida (como Carla Gomes)
- 2008-2009: Vila Faia (como Laura Afonso)
- 2009: Um Lugar Para Viver (como Carmen)
- 2010-2011: Laços de Sangue (como Marisa Pereira)
- 2011-2012: Lua Vermelha (como Eva)
- 2011-2012: Rosa Fogo (como Glória Rufino)
- 2012: Maternidade
- 2013: Sinais de Vida (como Dr.ª Margarida Nogueira)
- 2013: Hotel Cinco Estrelas (como Joana)
- 2013-2014: Sol de Inverno (como Benedita Lage)
- 2014: Bem-Vindos a Beirais (como Vera)
- 2015-2016: Poderosas (como Bruna Filipa)
- 2016: Mulheres Assim (como Mariana)
- 2016-2017: Amor Maior (como Liliana Faria)
- 2018: Excursões AirLino (como Anita)
- 2018-2019: Alma e Coração (como Francisca Frois)
- 2019: Golpe de Sorte (como Sílvia Mira/Miriam)

### Cine
- 2009: Ligação Interrompida
- 2013: Bairro (como Almerinda)
- 2015: O Pátio das Cantigas (como Rosa)
- 2015: O Leão da Estrela (como Rosa)
- 2017: Perdidos (como Ana)
- 2017: Alguém Como Eu (como Raquel)
- 2018: Linhas de Sangue (como Lassalette)